# SV Telfs
Der SV Telfs ist ein österreichischer Fußballverein aus der Marktgemeinde Telfs im Bezirk Innsbruck-Land in Tirol und wurde im Mai 1946 gegründet. Der Verein erlebte seine größten Erfolge in der Saison 1965/66 mit der Teilnahme der Tiroler Liga, einer Liga der damaligen dritten österreichischen Spielklasse und des Tiroler Pokalfinales 2007. Die Kampfmannschaft spielt in der Regionalliga Tirol.

## Geschichte
Nach dem Zweiten Weltkrieg fanden sich in Telfs Leopold Stehno, Rudolf Wackerle, Josef Meil, Karl Haas, Alfons Fritzer und Franz Pöschl zum Fußballspielen zusammen. Im Mai 1946 fand die erste Gründerversammlung statt, bei der Leopold Stehno Obmann wurde, die Sektionsleitung Fußball führte Josef Meil aus, da der Sportverein Telfs anfangs für mehrere Sportarten geplant war. Die Mannschaft nahm in diesem Jahr an verschiedenen Turnieren, so auch in Silz, teil. Ein Spielfeld wurde in der Nähe des Bahnhofs genutzt. Die Vereinsfarben wurden eher zufällig gewählt: Lore Rotter nähte die ersten Vereinsdressen aus grünem Stoff. Eine Handballabteilung wollte Max Föger leiten, die aus finanziellen Mitteln nicht realisiert wurde.
Der Verein musste sich nach einem neuen Sportplatz umsehen, denn das Spielfeld wurde für andere Pläne der Gemeinde genutzt und wurde mit Hilfe von Bürgermeister Härting auf dem Ematbödele fündig. Das Ematbödele beherbergte schon damals einen Schießstand. Dieser Platz wurde um einen Fußballplatz erweitert und es wurden zwei Umkleideräume, ein Geräteraum und ein Buffetraum dazu gebaut und im September 1952 an den Verein übergeben. Zuschauertribünen wurden 1956 angebaut und dem Verein zum zehnjährigen Bestehen übergeben.
Der Verein spielte sich bis in die Landesliga Tirol hinauf und Ende der 1950er Jahre verfehlte er knapp den Aufstieg in die Arlbergliga. Nach der Beendigung der Obmannschaft von Leopold Stehno 1960 verließen auch Spieler und Vereinsangehörige, der Abstieg aus der Landesliga Tirol war nicht zu vermeiden.
Meinard Krismer stellte den Verein neu auf, organisierte den Bau eines größeren Spielfeldes am Ematbödele und schaffte so die Voraussetzung für den Aufstieg 1965 in die Landesliga Tirol. Die Mannschaft konnte sich dort nicht halten und spielte bald wieder in der Gebietsliga West. In den 1970er Jahren wurde auf dem Trainingsplatz eine Flutlichtanlage installiert und der Kabinentrakt erneuert. In den 1980er Jahren strukturierte der Tiroler Fußballverband die Klasseneinteilung neu und der SV Telfs spielte nach der Reform in der Landesliga West.
Nach dem 40-jährigen Bestehen, 1988, stieg die Mannschaft von der Gebietsliga West über die Landesliga West 1991 in die Tiroler Liga 1994 auf, in der sich die Unterländer im Mittelfeld platzieren. In dieser Zeit baute der Verein seine Nachwuchsarbeit aus und gewann so viele Aktive, die in diversen Mannschaften spielten. Der Um- und Ausbau des Vereinsgebäudes wurde 1995 fertiggestellt. In den folgenden Jahren vergrößerte der Sportverein seinen Trainingsplatz, verlegte einen Kunstrasen, tauschte auf den Tribünen die Bestuhlung, die noch gut erhalten vom alten 2002 abgerissenen alten Tivoli-Stadion waren, aus. 2005 stiegen die Telfer in die Landesliga West ab, belegten den ersten Platz und stiegen in die Tiroler Liga auf. In der nächsten Saison wurden sie Zweiter hinter SC Schwaz und verpassten den Aufstieg um sieben Punkte. 2012 musste der Verein in die Landesliga West absteigen und stiegen erst wieder 2015 in die Tiroler Liga auf. 2017 verpassten die Oberländer den Aufstieg um drei Punkte. 2019 qualifizierten sie sich mit einem 2. Platz für die Regionalliga Tirol.

## Titel und Erfolge
- 2 × Drittligateilnahme: 1965/66 (Tiroler Liga), 2019/20 (Regionalliga Tirol)
- 1 × Finalist vom Tiroler Fußballcups: 2007